# جون بونير
جون بونير (3 أبريل 1869 في المملكة المتحدة - 26 نوفمبر 1936 في المملكة المتحدة) (بالإنجليزية: John Bonner)‏ هو لاعب كريكت بريطاني (وحمل سابقاً جنسية المملكة المتحدة لبريطانيا العظمى وأيرلندا). لعب مع نادي مقاطعة ساسكس للكريكت ‏.

## وصلات خارجية
- جون بونير على موقع إي آس بي آن كريك إنفو (الإنجليزية)